# 六友堂文學賞
六友堂文學賞又六友堂文學獎（諺文：육우당문학상）是韓國的文學獎之一，为了韩国是同性恋的同性恋权利活动家和诗人，作家，评论家六友堂尹賢碩（諺文：육우당 윤현석，1984-2013）的追悼制定的奖及同性愛者人權連帶。2013年是他的逝世10周年及六友堂是尹賢碩他的雅号。根據及生前诗人，作家梦六友堂的遗愿，每年表彰及面向文学梦。在大赛颁奖各种流派和[時調 (朝鮮)|[時調]]，時，文学，杂文，散文等。 首屆六友堂文學賞於2013年4月1日首尔东大门頒發，一等奖1名，优秀奖6名。
展会和颁发与每年他的忌辰同日。每到3月末和4月中旬的收到及4月24日-5月中得奖人选择后，召开六友堂文学的野及在宣布获胜者。

## 外部連結
- “이름 없이 죽어간 성소수자 기억해 주세요” （页面存档备份，存于） 미디어스 2013.04.26. 
- 한 번도 ‘우리의 이름’으로 장례를 치르지 못했어요 （页面存档备份，存于） 
- “동성애는 사람이 사람 좋아하는 문제… 이상한가요” （页面存档备份，存于） 서울신문 2013.04.23. 
- 고 육우당 10주기 추모위원 모집 （页面存档备份，存于） 비마이너 2013.03.28. 
- 同性愛者人權連帶的网站 （页面存档备份，存于） 
- 동성애자인권연대 웹진 너,나,우리 '랑' （页面存档备份，存于）:同性愛者人權連帶的News 